# Sky (Lied)
Sky (dt. Himmel) ist ein Lied der britischen Sängerin Sonique. Das Lied wurde 1999 aufgenommen und im September 2000 veröffentlicht. Sky war die zweite Singleveröffentlichung des Albums Hear My Cry. Nach dem internationalen Erfolg der Debütsingle It Feels so Good war die Erwartungshaltung an die zweite Veröffentlichung groß. Trotz Charterfolgs konnte Sky diese Erwartungen jedoch nicht erfüllen.

## Stil
Sky wird vornehmlich dem Trance zugerechnet, enthält jedoch auch Elemente der Popmusik. Insbesondere durch die Sonique' Stimme, die als rauchig und herausstechend beschrieben wird, wird dem Lied eine besondere Eigenständigkeit in der vom Techno geprägten Musik der späten 1990er und frühen 2000er Jahren zugesprochen. Die Musik entspräche, durch die Einwirkung der Produzenten Rick Nowels uns speziell dem Mix-Team Thunderpuss, der Dancemusic der Zeit. Nowels war unter anderem Beteiligungen annähernd zeitgleich zur Veröffentlichung von Sky mit dem von Melanie C gesungenem Stück I Turn to You in den Charts. Das Mix-Team Thunderpuss hingegen arbeitete mit Madonna, Britney Spears und Christina Aguilera.

## Veröffentlichte Varianten
Das Lied erschien als CD, als Vinylsingle und als Download sowie auf dem Studioalbum Hear My Cry. Es wurden bereits bei der Veröffentlichung der Single vier unterschiedliche Versionen vermarktet, zum einen als Radio Edit, zum anderen als Remixe von Sonique, von Conductor & Cowboy und von Sharam Jay. Die Remixe erreichten, anders als die Radioversion, nicht die Charts. Bis zum Jahr 2002 erschien das Stück auf unterschiedlichen Samplern in diversen Varianten. Die längste davon, enthalten auf einem Sampler der Reihe Dream Dance, hat eine Laufzeit von 8:11 Minuten, die kürzeste befindet sich mit einer Länge von 2:26 Minuten auf der Kompilation The Annual 2000.

## Musikvideo
Das Musikvideo zum Lied wurde in der Heavy Rotation des Musikfernsehsenders VIVA Deutschland gespielt.
Das visuelle Hauptelement des Musikvideos ist ein leerer Pool, der in blattgrünes Licht getaucht ist. Im Video sieht man eine in eben jenem grünen Licht erstrahlende Tanzfläche. Sonique, die ein goldenes Kleid trägt, legt unterdessen als DJ auf. Das Video enthält dazu erzählerische Elemente einer aufkeimenden Romanze.

## Rezeption
Chuck Taylor vom Billboard Magazin meinte, dass der Text ausreichend Vergnügen und Optimismus vermittelt, um subjektive Träume zu verfolgen. Laut Taylor kann der Refrain weniger überzeugen, als jener der vorherigen Single, allerdings schreibt er dem Stück mehr emotionale Tiefe zu. Zu der folgenden Singleveröffentlichung, ein Cover des Screamin’-Jay-Hawkins-Klassikers I Put a Spell on You konstatierte er im Februar 2001, dass Sky zwar ein großartiges Lied sei, aber nicht ausreichend kommerziell gewesen sei. Noch im Juli des vorherigen Jahres schrieb er Sonique aufgrund der Single Sky großes Potential zu, zu dauerhaftem Erfolg zu wachsen.

## Erfolg
Sonique erreichte mit dem Lied in vielen Ländern die Top 10. Sky wurde jedoch nur in Polen zu einem Nummer-eins-Hit, was der vorherigen Single hingegen in mehreren bedeutsamen Charts gelang. Den zweithöchsten Charterfolg verbuchte das Stück in Großbritannien, wo es bis auf den zweiten Platz der Charts stieg. In Italien wurde das Lied als Untermalung zu einigen Werbespots der Marke Omnitel eingesetzt, wodurch das Stück dort zusätzliche Bekanntheit erlangte. Dort erreichte das Lied den dritten Platz der Charts.
| ChartsChartplatzierungen     | Höchstplatzierung | Wochen |
| ---------------------------- | ----------------- | ------ |
| Deutschland (GfK)            | 11 (16 Wo.)       | 16     |
| Österreich (Ö3)              | 8 (17 Wo.)        | 17     |
| Schweiz (IFPI)               | 18 (22 Wo.)       | 22     |
| Vereinigtes Königreich (OCC) | 2 (10 Wo.)        | 10     |